# Premis Ninfa
Els Premis Ninfa són els guardons que atorgava anualment al Saló Eròtic de Barcelona per a premiar als millors professionals de cadascuna de les diferents especialitats de la indústria de l'entreteniment per a adults a Espanya. El valor dels guardons residia en el reconeixement per part del sector de la indústria de l'entreteniment per a adults i del públic.

## Història
Els antecedents dels Premis Ninfa cal buscar-los en els Premis Ninfa i els Premis Heatgay que es lliuraven a l'extint Festival Internacional de Cinema Eròtic de Barcelona (1993/2007). El 2013, el Saló Eròtic de Barcelona, hereu del Festival Internacional de Cinema Eròtic de Barcelona, i la revista Primera Línea van decidir recuperar-los. El primer any que es van lliurar no va haver jurat i totes les categories van ser votades pel cens del sector i també pel públic. Fins a 2015, la denominació dels premis va ser Premis Ninfa Primera Línea, tant per a les categories heterosexuals com per a les gais. A partir de 2016, la denominació va ser solament Premis Ninfa, tant per a les categories heterosexuals com per a les gais.

## Objectiu
Dinamitzar el sector de l'entreteniment per a adults a Espanya.

## Jurats
El Saló Eròtic de Barcelona convidava cada any a personalitats perquè formessin part dels dos jurats, un per a les categories heterosexuals i un altre per a les categories gais. Els membres eren reconeguts especialistes en la indústria del porno encara que hi han participat gent aliena al porno com Juanma Bajo Ulloa.

## Sistema de votació
Els guanyadors els decidia el jurat a partir de les propostes que enviaven les productores que participaven. Els resultats quedaven custodiats per un notari. També, hi havia categories votades pel públic i guardons lliurats directament pel Saló Eròtic de Barcelona.

## Premis de 2013
Gala celebrada el 9 d'octubre a l'Auditori de Cornellà de Llobregat (Barcelona) i presentada per Ricardo Jordán. En aquesta edició no va haver-hi jurats, ni hetero ni gai. Els nominats i els premiats els van decidir els professionals del sector inscrits en el cens del Saló Eròtic de Barcelona (SEB). Va haver-hi dues rondes de votacions, una per a decidir els nominats i una altra per a decidir els guanyadors.
- Millor actor de l'any - Rob Diesel[3]
- Millor actriu de l'any - Gigi Love[3]
- Millor actor de l'any en vídeos de temàtica gai - Martín Mazza[3]
- Millor actriu revelació - Noemilk[3]
- Millor web personal d'artista porno - zazelparadise.com[3]
- Millor webcamer de l'any - Carolina Abril[3]
- Millor empresa de contingut porno de l'any - Actrices del Porno[3]
- Millor nova empresa de contingut porno de l'any - Explicital[3]
- Millor web de contingut per adults - actricesdelpono.com[3]
- Millor sponsor - FA Webmasters[3]
- Millor director de l'any - Roberto Chivas[3]
- Millor editor de vídeo - Irina Vega[3]
- Millor contingut mèdia d'adults - Estrellas del Porno[3]
- Millor sèrie de l'any - La Mansión de Nacho Vidal (Actrices del Porno)[3]
- Millor sèrie amateur de l'any - Arnaldo Series (Fakings)[3]
- Millor empresa internacional de contingut per a adults - Brazzers[3]
- Premi Honorífic atorgat per l'Organització - Torbe[3]
- Premi especial del Barcelona Erotic Show Klic-Klic - Katya Sambuca[3]
- Millor actriu escollida pel públic - Amanda X[3]
- Millor actor escollit pel públic - Rafa García[3]
- Millor lloc web espanyol de contingut per a adults escollit pel públic - MiFacePorno.com[3]

## Premis de 2014
La gala fou celebrada l'1 d'octubre al Teatre Principal de Barcelona i presentada per Ricardo Jordán.
- Millor actor de l'any - David El Moreno[6]
- Millor actriu de l'any - Amarna Miller[6]
- Millor actor en pel·lícules de temàtica gai - Alejandro Magno[6]
- Millor actriu revelació - Daytona X[6]
- Millor actor novell - Juan Lucho[6]
- Millor director - Raúl Lora[6]
- Millor empresa de contingut pornogràfic - Actrices del Porno[6]
- Millor web personal d'artista porno - norabarcelona.com[6]
- Millor empresa de contingut porno gai - LocuraGay[6]
- Millor web de contingut per adults - actricesdelporno.com[6]
- Millor Webcamer - Silvia Rubí[6]
- Millor contingut mèdia d'adults - Conrad Son Show[6]
- Millor escena gai - El Masajista (LocuraGay)[6]
- Millor sèrie - Anal Divas by Franceska Jaimes (ADP)[6]
- Millor escena BDSM - Light VS Hard (Red Devil X)[6]
- Millor sèrie temàtica amateur - Cástings Porno (ZasXXX)[6]
- Millor empresa internacional de contingut per a adults - Brazzers[6]
- Millor actriu escollida pel públic - Carolina Abril[6]
- Millor actor escollit pel públic - Nacho Vidal[6]
- Millor Website escollit pel públic - putalocura.com[6]
- Millor actor gai escollit pel públic - Antonio Miracle[6]
- Premi honorífic de l'organització - Max Cortés[6]
- Premi Especial - Bonnie Rotten[6]

## Premis de 2015
La gala fou celebrada el 4 d'octubre a la Sala Danzatoria de Barcelona i presentada per Ricardo Jordán.
| JURAT CATEGORIES HETERO                                   |
| --------------------------------------------------------- |
| Alex Pérez. Director Lagacetauncut.com                    |
| Juli Simón. Director Saló Eròtic de Barcelona             |
| Manolo València. Periodista                               |
| Max Cortés. Actor porno                                   |
| Narcís Bosch. Director cinema porno                       |
| Paco Gisbert. Redactor cap de la revista "Primera Línia"  |
| Roberto Valtueña. Director cinema porno                   |
| Salma de Nora. Actriu porno                               |
| JURAT CATEGORIES GAI                                      |
| President del jurat: Vic Silver. Director Chulazosxxx.com |
| Secretari: Carlos Resa. Director EnClaveGay               |
| Alex Dury. Director Bakala.org                            |
| Augusto Prieto. Representant d'actors convencionals       |
| Ignacio Pizarro. Director Chicoscontactochicos.es         |
| Ismael Álvarez. Dibuixant                                 |
| Joan Crisol. Fotògraf                                     |

| CATEGORIES VOTADES PEL JURAT      | PREMIATS                                       |
| --------------------------------- | ---------------------------------------------- |
| Millor actor                      | Potro de Bilbao                                |
| Millor actriu                     | Carolina Abril                                 |
| Millor escena / Sèrie             | "Bonnie Rotten" d'Actricesdelporno.com         |
| Millor escena amateur             | "El primer anal de Apolonia" de Pablo Ferrari  |
| Millor escena BDSM                | "New Generation Cap. 6" d'Actricesdelporno.com |
| Millor actor revelació            | Alberto Blanco                                 |
| Millor actriu revelació           | Apolonia Lapiedra                              |
| Millor web                        | Actricesdelporno.com                           |
| Millor web personal               | Amarnamiller.com                               |
| Millor webcamer                   | Carla Pons                                     |
| CATEGORIES VOTADES PEL PÚBLIC     | PREMIATS                                       |
| Millor actor                      | Nacho Vidal                                    |
| Millor actriu                     | Pamela Sánchez                                 |
| Més ben web                       | Cumlouder.com                                  |
| CATEGORIES GAI VOTADES PEL JURAT  | PREMIATS                                       |
| Millor actor                      | Ángel Cruz                                     |
| Millor escena                     | "Gay of Thrones" d'Alter Sense                 |
| Millor actor revelació            | Viktor Rom                                     |
| CATEGORIA GAI VOTADA PEL PÚBLIC   | PREMIAT                                        |
| Millor actor                      | Abraham Montenegro                             |
| PREMIS ESPECIALS                  | PREMIATS                                       |
| Premi Honorífic de l'Organització | Sophie Evans                                   |
| Premi Primera Línia               | Juani de Lucía (Sala Bagdad de Barcelona)      |
| Premi SEB APRICOTS                | Ramón Nomar                                    |

## Premis 2016
La gala es va celebrar el 30 de novembre a la discoteca City Hall de Barcelona i presentada per Ricardo Jordán.
| JURAT CATEGORIES HETERO                                           |
| ----------------------------------------------------------------- |
| Alex Pérez. Director Lagacetauncut.com                            |
| Bibian Norai. Actriu porno                                        |
| Javier Blánquez. Periodista                                       |
| Juli Simón. Director Saló Eròtic de Barcelona                     |
| Paco Gisbert. Redactor cap de la revista "Primera Línea"          |
| José García. Director Viciosillos.com                             |
| Roberto Valtueña. Director cinema porno                           |
| Salma de Nora. Actriu porno                                       |
| JURAT CATEGORIES GAI                                              |
| President del jurat i Secretari: Carlos Resa. Director EnClaveGay |
| Alex Dury. Director Bakala.org                                    |
| Antonio Hens. Director de cinema convencional                     |
| Augusto Prieto. Representant d'actors convencionals               |
| Ignacio Pizarro. Director Chicoscontactochicos.es                 |
| Joan Crisol. Fotògraf                                             |

| CATEGORIES VOTADES PEL JURAT      | PREMIATS                                                      |
| --------------------------------- | ------------------------------------------------------------- |
| Millor actor                      | Juan Lucho                                                    |
| Millor actriu                     | Silvia Rubí                                                   |
| Més ben director                  | Pablo Ferrari                                                 |
| Millor escena                     | "Una invitación que acaba en folladón" d'Actricesdelporno.com |
| Millor escena amateur             | "Love in Paris" de Silvia Rubí                                |
| Millor escena BDSM                | "Encadenada en la fábrica abandonada" de Leche69              |
| Millor escena lèsbica             | "Tiffany Doll vuelve con Misha Cross" de Cumlouder            |
| Millor actor revelació            | Salva Dasilva                                                 |
| Millor actriu revelació           | Lilyan Red                                                    |
| Millor actriu milf                | Bianca Resa                                                   |
| Més ben web                       | Actricesdelporno.com                                          |
| Més ben web personal              | Amarnamiller.com                                              |
| Millor webcamer                   | Nora Barcelona i Ratpenat                                     |
| CATEGORIES VOTADES PEL PÚBLIC     | PREMIATS                                                      |
| Millor actor                      | Jordi El Niño Polla                                           |
| Millor actriu                     | Carolina Abril                                                |
| Més ben web                       | Zas.xxx                                                       |
| CATEGORIES GAI VOTADES PEL JURAT  | PREMIATS                                                      |
| Millor actor                      | Viktor Rom                                                    |
| Millor escena                     | "Star wars 4: A Gay XXX Parody" d'Alter Sense                 |
| Millor actor revelació            | Tony di Luzzy                                                 |
| CATEGORIA GAI VOTADA PEL PÚBLIC   | PREMIAT                                                       |
| Millor actor                      | Aaron Lautner                                                 |
| PREMIS ESPECIALS                  | PREMIATS                                                      |
| Premi Honorífic de l'Organització | Peret                                                         |
| Premi Especial SEB APRICOTS       | José María Ponce                                              |

## Premis 2017
La gala fou celebrada el 15 de novembre al teatre Lluïsos de Gràcia de Barcelona i presentada per Ricardo Jordán.
| JURAT CATEGORIES HETERO                                       |
| ------------------------------------------------------------- |
| President del jurat: Jesús del Valle. Programador de cinema X |
| Secretari: Juli Simón. Director Saló Eròtic de Barcelona      |
| Alex Pérez. Director Lagacetauncut.com                        |
| Anahi Canela. Educadora sexual                                |
| Bibian Norai. Actriu porno                                    |
| José Play. Sexòleg                                            |
| José García. Director Viciosillos.com                         |
| Miss Porno TV. Bloguera i directora de cinema porno           |
| Nico Bertrand. Director de cinema porno                       |
| JURAT CATEGORIES GAI                                          |
| Presidenta del jurat: Yurena. Cantant                         |
| Secretari: Carlos Resa. Director EnClaveGay                   |
| Alex Dury. Director Bakala.org                                |
| Fernando Peña. Escriptor                                      |
| Ignacio Pizarro. Director Chicoscontactochicos.es             |
| Ismael Álvarez. Dibuixant                                     |
| Kike Fernández. Editor Gayer.es                               |

| CATEGORIES VOTADES PEL JURAT          | PREMIATS                                               |
| ------------------------------------- | ------------------------------------------------------ |
| Millor actor                          | Emilio Ardana                                          |
| Millor actriu                         | Apolonia Lapiedra                                      |
| Millor director                       | Julio Rocco                                            |
| Millor pel·lícula                     | "Girls have to be bad sometimes" de Lara Tinelli Films |
| Millor escena de l'any                | "Breakfast" d'Altporn4u.com                            |
| Millor escena amateur                 | "Las Fallas, la prueba del fuego" de Cumlouder.com     |
| Millor escena BDSM                    | "Xtremo" de Xxdamm.com                                 |
| Millor escena lèsbica                 | "Sleep over" de Screwbox.com                           |
| Millor actor revelació                | Jesús Reyes                                            |
| Millor actriu revelació               | Estefani Tarragó                                       |
| Millor actor internacional            | Nacho Vidal                                            |
| Millor actriu internacional           | Amirah Adara                                           |
| Millor actriu milf                    | Montse Swinger                                         |
| Millor pàgina web                     | Altporn4u.com                                          |
| Millor web personal                   | Viktorrom.com                                          |
| Millor webcamer                       | Gisela Love                                            |
| CATEGORIES VOTADES PEL PÚBLIC         | PREMIATS                                               |
| Millor actor                          | Jordi El Niño Polla                                    |
| Millor actriu                         | Carolina Abril                                         |
| Més ben web                           | Fakings.com                                            |
| CATEGORIES GAI VOTADES PEL JURAT      | PREMIATS                                               |
| Millor actor                          | Ken Summers                                            |
| Millor escena                         | "Welcome to the jungle" de Fuckermate.com              |
| Millor actor revelació                | Patrick Dei                                            |
| Millor actor internacional            | Fostter Riviera                                        |
| CATEGORIA GAI VOTADA PEL PÚBLIC       | PREMIAT                                                |
| Millor actor                          | Viktor Rom                                             |
| PREMIS ESPECIALS                      | PREMIATS                                               |
| Premi Honorífic Fernando Chierichetti | Germanes Ortega                                        |
| Premio Especial del SEB               | Fundació Vicki Bernadet                                |

## Premis 2018
La gala fou celebrada el 15 de novembre al teatre Lluïsos de Gràcia de Barcelona i presentada per Ricardo Jordán.
| JURAT CATEGORIES HETERO                                           |
| ----------------------------------------------------------------- |
| President del jurat: Alex Pérez. Director Lagacetauncut.com       |
| Bouman Underbrain. Bloguer                                        |
| Miss Porno TV. Bloguera i Directora de cinema porno               |
| Miss Taboo. Ambaixadora revista "Gente Libre"                     |
| José García. Director Viciosillos.com                             |
| José Pizarro. Director de la productora porno JP                  |
| JURAT CATEGORIES GAI                                              |
| President del jurat i Secretari: Carlos Resa. Director EnClaveGay |
| Alfonso Llopart. Director revista "Shangay"                       |
| Alex Dury. Director Bakala.org                                    |
| Fernando Peña. Escriptor                                          |
| Ignacio Pizarro. Director Chicoscontactochicos.es                 |
| Kike Fernández. Editor Gayer.es                                   |

| CATEGORIES VOTADES PEL JURAT          | PREMIATS                                                      |
| ------------------------------------- | ------------------------------------------------------------- |
| Millor actor                          | Nick Moreno                                                   |
| Millor actriu                         | Irina Vega                                                    |
| Millor director                       | Xavi Rocka                                                    |
| Millor pel·lícula                     | "An american nymphomaniac in London" de Private Mitjana Group |
| Millor escena                         | "Pop Corn" d'Altporn4u.com                                    |
| Millor escena BDSM                    | "El placer del dolor" de Cumlouder.com                        |
| Millor escena temàtica amateur        | "De dogging por la Casa de Campo" de Fakings.com              |
| Millor escena de trio o orgia         | "Pop Corn" d'Altporn4u.com                                    |
| Millor escena lèsbica                 | "Lesbian Pop" d'Altporn4u.com                                 |
| Millor actriu revelació               | Lara Duro                                                     |
| Millor actor revelació                | Gerson                                                        |
| Millor actriu milf                    | Bianka Blue                                                   |
| Millor actriu internacional           | Francys Belle                                                 |
| Millor actor internacional            | Jordi Porn                                                    |
| Millor web personal espanyola         | Juanlucho.com                                                 |
| Millor anal                           | Valentina Bianco i Juan Lucho                                 |
| Millor fel·lació                      | Penélope Cum                                                  |
| CATEGORIES VOTADES PEL PÚBLIC         | PREMIATS                                                      |
| Millor actor                          | Jordi El Niño Polla                                           |
| Millor actriu                         | Venus Afrodita                                                |
| Millor productora espanyola           | Cumlouder.com                                                 |
| Millor webcamer                       | Sofia Star                                                    |
| CATEGORIES GAI VOTADES PEL JURAT      | PREMIATS                                                      |
| Millor actor                          | Diego Reyes                                                   |
| Millor escena                         | “Justice League Parody" d'Alter Sense                         |
| Millor actor revelació                | Santi Sexy                                                    |
| Millor actor internacional            | Viktor Rom                                                    |
| CATEGORIES GAI VOTADES PEL PÚBLIC     | PREMIATS                                                      |
| Millor actor                          | Camilo Uribe                                                  |
| Millor productora espanyola           | Fuckermate.com                                                |
| PREMIS ESPECIALS                      | PREMIATS                                                      |
| Premi Honorífic Fernando Chierichetti | Bibian Norai                                                  |
| Premi Especial del SEB                | Carlos Resa                                                   |